# Tijgerbalsem

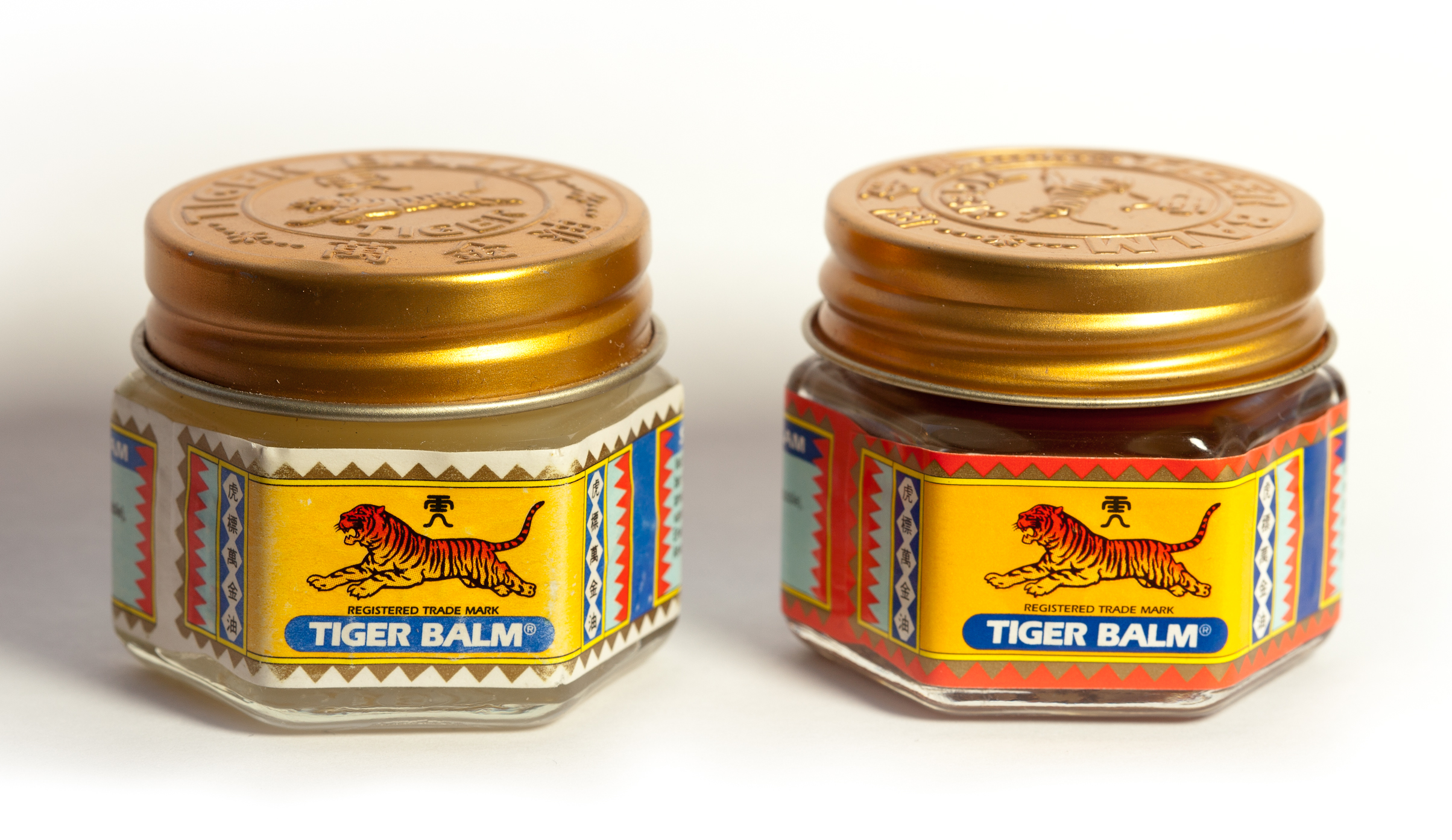
Witte en rode Tijgerbalsem

Tijgerbalsem is een zalf waarin sterk ruikende stoffen opgelost zijn, zoals menthol en kamfer. In Nederland worden tijgerbalsem en vergelijkbare zalven vooral gebruikt bij het bestrijden van spierpijn. Het is echter niet duidelijk of de ingrediënten hiervoor verantwoordelijk zijn. Het merk heeft een bijna 100% naamsbekendheid en wordt daardoor ook vaak als soortnaam gebruikt.
Tijgerbalsem komt uit Azië. Men gebruikt de zalf daar onder andere bij hoofdpijn, insectenbeten en winderigheid. De menthol in de zalf heeft een licht verdovend effect, waardoor insectenbeten minder worden gevoeld.